# Ângulos de Euler

Ângulos de Euler α, β, γ. Sistema de coordenadas inercial {x, y, z} e sistema de coordenadas do corpo {X, Y, Z}

Os Ângulos de Euler foram formulados por Leonard Euler para descreverem a orientação de um corpo rígido girante em um espaço euclidiano tridimensional. Neste caso, é útil fazer-se uso de dois sistemas de coordenadas: um sistema inercial fixo e outro que gira junto ao corpo em rotação. Para especificar a orientação do corpo girante em relação ao sistema inercial (fixo) faz-se uso de três ângulos independentes. Estes são os ângulos de Euler.

## Transformação de coordenadas

Animação de uma rotação de um objeto usando ângulos de Euler

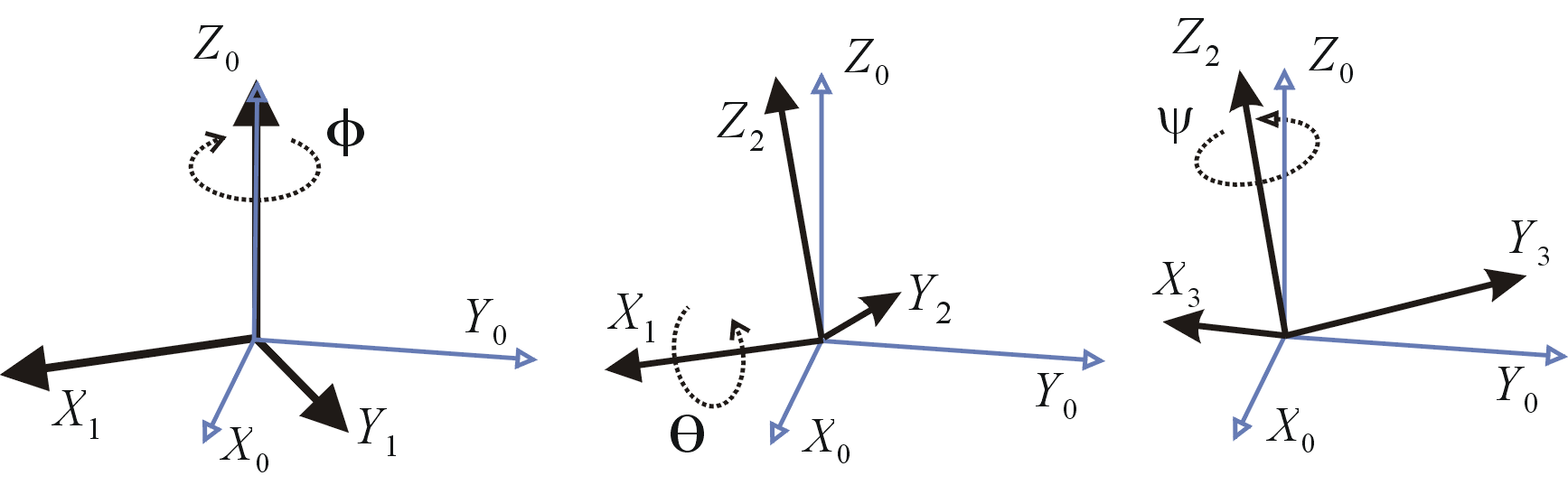
Rotação do sistema de coordenada 0 para o 3, mostrando os sistemas intermediários 1 e 2. Ângulos de Euler (α, β, γ) = (−60°, 30°, 45°)

A transformação de coordenadas que relaciona o sistema inercial (fixo) com o sistema de coordenadas ligado ao corpo pode ser representada por uma equação na forma matricial
{\displaystyle \mathbf {X} =\mathbf {T} _{\mathrm {CI} }\,\mathbf {x} ~,}
onde {\displaystyle \mathbf {X} =(X,Y,Z)^{\mathrm {T} }} é o vetor posição no sistema ligado ao corpo e {\displaystyle \mathbf {x} =(x,y,z)^{\mathrm {T} }} é o vetor posição no sistema inercial. A matriz de rotação {\displaystyle {\boldsymbol {T}}_{\mathrm {CI} }} descreve a orientação relativa dos dois sistemas. A matriz de rotação é definida pelo produto matricial de três rotações elementares descritas pelos ângulos de Euler α, β, γ:
{\displaystyle \mathbf {T} _{\mathrm {CI} }\equiv \mathbf {T} _{\mathrm {CB} }\mathbf {T} _{\mathrm {BA} }\mathbf {T} _{\mathrm {AI} }={\begin{bmatrix}\cos \gamma &\operatorname {sen} \gamma &0\\-\operatorname {sen} \gamma &\cos \gamma &0\\0&0&1\end{bmatrix}}{\begin{bmatrix}1&0&0\\0&\cos \beta &\operatorname {sen} \beta \\0&-\operatorname {sen} \beta &\cos \beta \end{bmatrix}}{\begin{bmatrix}\cos \alpha &\operatorname {sen} \alpha &0\\-\operatorname {sen} \alpha &\cos \alpha &0\\0&0&1\end{bmatrix}}~.}
Cada uma das matrizes intermediárias ({\displaystyle \mathbf {T} _{\mathrm {CB} }}, {\displaystyle \mathbf {T} _{\mathrm {BA} }} e {\displaystyle \mathbf {T} _{\mathrm {AI} }}) fazem uma transformação de/para sistemas de coordenadas intermediários (no caso, sistemas A e B). Cada matriz de rotação produz uma rotação em torno de um eixo do sistema de coordenadas vigente. Os eixos de rotação em geral não necessariamente coincidem com os eixos dos sistemas de coordenadas I ou C.

## Dinâmica de corpos rígidos
Os cálculos que envolvem a aceleração, a aceleração angular, velocidade angular, momento angular, e a energia cinética são muitas vezes mais fáceis quando referenciados nas coordenadas do corpo. Isso porque o tensor momento de inércia {\displaystyle \mathbf {J} _{\mathrm {C} }} no sistema de coordenadas do corpo não se altera com o tempo. Se o tensor dos momentos de inércia do corpo rígido (com nove componentes, dos quais seis são independentes) for diagonalizado, então obtêm-se um sistema de coordenadas (chamado de eixos principais), no qual o momento de inércia do tensor tem apenas três componentes. Ao se resolver a dinâmica do corpo rígido no sistema de coordenadas do corpo ao invés do inercial, aplica-se o tensor de rotação {\displaystyle \mathbf {T} _{\mathrm {CI} }} obtido pelos ângulos de Euler.

## Aplicações

### Aeronáutica

Coordenadas de corpo de um avião e suas coordenadas segundo a norma DIN 9300

A aplicação mais popular é a de descrever as atitudes de aeronaves, normalmente usando uma convenção Tait-Bryan na qual zero graus representa a posição horizontal. Ângulos Tait-Bryan representam a orientação do respeito aeronave um sistema de eixos de referência (quadro mundial) com três ângulos que, no contexto de uma aeronave são normalmente chamados de Heading, Elevation e Bank. Ao se tratar de veículos, diferentes convenções para os eixos são possíveis.

### Giroscópio

Giroscópios mantêm seus eixos de rotação constantes

Normalmente o sistema de coordenadas usado na análise giroscópio é o sistema do corpo, mas a dinâmica é definida no sistema inercial. Portanto, utilizam-se as equações de Euler para resolver a dinâmica e os ângulos de Euler para resolver a cinética.

### Robótica
Braços robóticos possuem diversas articulações que giram e transladam no espaço. O sistema de controle do robô utiliza uma série de transformações de rotação e translação para localizar a posição da ferramenta no espaço.